# Temporada 1951 de la NFL
La Temporada 1951 de la NFL fue la 32.ª en la historia de la NFL. Antes de la temporada, el propietario de los Baltimore Colts Abraham Watner enfrentó dificultades financieras, y por lo tanto regresó a la liga su equipo y los contratos de los jugadores por 50.000 $. Sin embargo, muchos fanáticos de Baltimore comenzaron a protestar por la pérdida de su equipo. Grupos de apoyo como su club de fanes y su banda se mantuvo en funcionamiento y trabajaron por la reactivación del equipo (que finalmente condujo a un nuevo equipo de Baltimore en 1953).
Por primera vez, el juego de campeonato de la NFL fue televisado en todo el país. La cadena de televisión DuMont pagó 75.000 $ para transmitir el juego. Los espectadores de costa a costa observaban Los Ángeles Rams derrotar a los Cleveland Browns 24-17.

## Principales cambios en las reglas
- Ningún tackle ofensivo, guardia, o centro sería elegible para atrapar o tocar un pase hacia adelante.
- Los zapatos de tacos de aluminio están prohibidos.

## Carrera de Conferencia
| Semana | Nacional                              | Marca | Americana           | Marca  |
| ------ | ------------------------------------- | ----- | ------------------- | ------ |
| 1      | 4 equipos (Bears, DET, LA, SF)        | 1–0–0 | Philadelphia Eagles | 1–0–0  |
| 2      | Detroit Lions                         | 2–0–0 | Philadelphia Eagles | 2–0–0  |
| 3      | 5 equipos (Bears, Det, GB, L.A.,S.F.) | 2–1–0 | New York Giants     | 2–0–1  |
| 4      | Empate (Bears, Rams)                  | 3–1–0 | New York Giants     | 3–0–1  |
| 5      | Chicago Bears                         | 4–1–0 | Cleveland Browns    | 4–1–0  |
| 6      | Chicago Bears                         | 5–1–0 | Cleveland Browns    | 5–1–0  |
| 7      | Empate (Bears, Rams)                  | 5–2–0 | Cleveland Browns    | 6–1–0  |
| 8      | Empate (Bears, Rams)                  | 6–2–0 | Cleveland Browns    | 7–1–0  |
| 9      | Detroit Lions                         | 6–2–1 | Cleveland Browns    | 8–1–0  |
| 10     | Los Angeles Rams                      | 7–3–0 | Cleveland Browns    | 9–1–0  |
| 11     | Detroit Lions                         | 7–3–1 | Cleveland Browns    | 10–1–0 |
| 12     | Los Angeles Rams                      | 8–4–0 | Cleveland Browns    | 11–1–0 |

## Temporada regular
V = Victorias, D = Derrotas, E = Empates, CTE = Cociente de victorias, PF= Puntos a favor, PC = Puntos en contra
Nota: Los juegos empatados no fueron contabilizados de manera oficial en las posiciones hasta 1972
| Cleveland Browns    | 11 | 1 | 0 | .917 | 331 | 152 |
| New York Giants     | 9  | 2 | 1 | .818 | 254 | 161 |
| Washington Redskins | 5  | 7 | 0 | .417 | 183 | 296 |
| Pittsburgh Steelers | 4  | 7 | 1 | .364 | 183 | 235 |
| Philadelphia Eagles | 4  | 8 | 0 | .333 | 234 | 264 |
| Chicago Cardinals   | 3  | 9 | 0 | .250 | 210 | 287 |

| Los Angeles Rams    | 8 | 4 | 0 | .667 | 392 | 261 |
| Detroit Lions       | 7 | 4 | 1 | .636 | 336 | 259 |
| San Francisco 49ers | 7 | 4 | 1 | .636 | 255 | 205 |
| Chicago Bears       | 7 | 5 | 0 | .583 | 286 | 282 |
| Green Bay Packers   | 3 | 9 | 0 | .250 | 254 | 375 |
| New York Yanks      | 1 | 9 | 2 | .100 | 241 | 382 |

## Juego de Campeonato
- Los Angeles 24, Cleveland Browns 17 , 23 de diciembre de 1951, L.A. Memorial, Los Ángeles, California

## Líderes de la liga
| Estadísticas | Nombre       | Equipo      | Yardas |
| ------------ | ------------ | ----------- | ------ |
| Pasando      | Bobby Layne  | Detroit     | 2.403  |
| Corriendo    | Dan Towler   | New York    | 971    |
| Recibiendo   | Billy Howton | Los Angeles | 1.495  |